# Basilica di Sant'Alessandro in Colonna
La basilica di Sant'Alessandro in Colonna è un importante luogo di culto cattolico di Bergamo, situato nella città bassa nell'area dove, secondo la tradizione, avvenne il martirio di sant'Alessandro.

## Storia
L'origine dell'edificio si fa risalire ai primi secoli del cristianesimo, quando fu martirizzato il santo bergamasco. Il primo documento che indica la presenza di questa chiesa risale al 1133. In seguito, dopo un crollo della struttura, a partire dal 1447 fu ricostruita per assumere il nuovo aspetto, con la consacrazione il 22 ottobre 1474 dal vescovo di Bergamo Lodovico Donà. Dai primi anni del XVIII secolo la ristrutturazione venne attuata su disegno di Marco Alessandri. 
La riedificazione della chiesa seguì la tipologia dell'architettura sacra indicata nella controriforma, e pur risultando artisticamente omogenea, ha cancellato alcune parti di notevole valore come la cappella del Santissimo Corpo di Cristo che era stata progettata da Pietro Isabello nel 1511 e di cui rimangono solo i pilastri di pietra poi inglobati nella realizzazione successiva.
Nell'antistante sagrato si può vedere la colonna detta di Crotacio, tradizionalmente ritenuta luogo del martirio di sant'Alessandro, da cui prende il nome l'edificio, qui ricomposta nel 1618 con l'utilizzo di frammenti romani. La colonna fu indicata fin dal 1133 con il nome di Colonna del Crotacio, forse era l'antico monumento funebre di un certo Crotacio, probabilmente sormontato da una divinità pagana. Dalla colonna l'antico nome della via in Vico Crotacio venendo intitolata al santo bergamasco solo dopo l'anno 1000.
La chiesa fu completata dal campanile solo nel 1905 su progetto di Giuseppe Bovara, da Virginio Muzio. Ben 126 gradini permettono di raggiungere la sommità, dove è posta la statua della Madonna del Patrocinio.

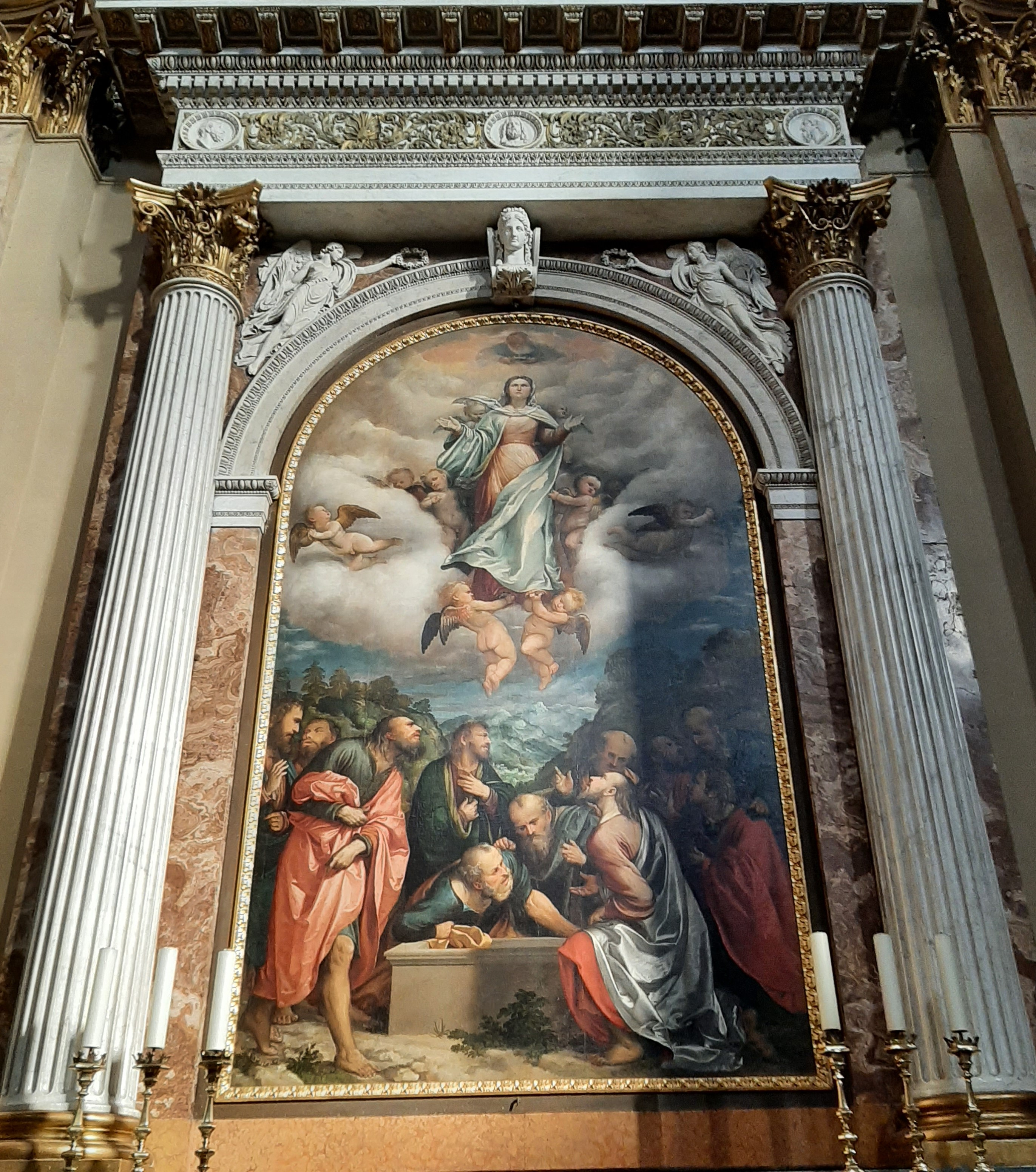
Assunzione della Vergine (Romanino)

## Descrizione

### Esterno
La chiesa si presenta rialzata da una scalinata rispetto la via Sant'Alessandro. I pochi gradini conducono al sagrato con pavimentazione in arenaria. La facciata in stile neoclassico e in marmo Botticino, si sviluppa su due ordini divisi da una cornice dentellata, e quattro settori divisi da lesene che poggiano su basamenti e terminanti con capitelli d'ordine corinzio. Nell'ordine inferiore vi sono gli ingressi. Quello centrale, più grande, in marmo con mensole che reggono il timpano arcuato. Nelle sezioni laterali vi sono gli ingressi secondari completi di paraste in pietra che reggono il timpano triangolare. Le lesene dell'ordine inferiore si ripetono in quello superiore che presenta una grande apertura centrale con cornice in pietra e cornicione modanato atta a illuminare l'aula interna e lateralmente due nicchie con state di santi. Le lesene reggono il grande timpano triangolare ornato di tre statue di santi.

#### Colonna del Crotacio
Sul sagrato della chiesa vi è la colonna del Crotacio, dal nome di un personaggio presente a Bergamo agli albori del III secolo. La tradizione vuole che fosse il nonno di santa Grata, che raccolse il capo mozzato di sant'Alessandro. Crotacio era probabilmente un militare che ospitò Alessandro durante la sua fuga. Il figlio Lupo fece costruire alla sua morte due colonne una sopra l'altra con capitello corinzio avente foglie d'acanto. Sulla colonna venne posta una statua pagana di cui resta testimonianza fino all'anno Mille. La colonna è citata per la prima volta nel 1133 e dà il nome alla chiesa alessandrina Sant'Alessandro «in columna» quindi vicina alla colonna. 

La colonna viene citata anche nei verbali della visita pastorale del 1575 di san Carlo Borromeo il quale confermò essere quello il luogo del martirio, chiedendo che venisse protetto con una recinzione. Cosa che non fu mai fatta, la colonna fu rimossa e riposizionata solo nel 1618, per volontà del vescovo Giovanni Emo, con la ricomposizione delle diverse parti.

La tradizione popolare che vuole quello il luogo del martirio di sant'Alessandro sarebbe invece delusa dalla considerazione che potrebbe essere invece un monumento precedente e posto in località più lontana. Dallo studio del manufatto si dedurrebbe che i tre blocchi superiori sono quelli identificabili nell'originale colonna del Crotacio, mentre le due parti inferiori furono scolpite da altre maestranze nel Seicento, mentre il capitello è documentato sia stato realizzato dal picapietre Domenico Fantone.

#### Campanile

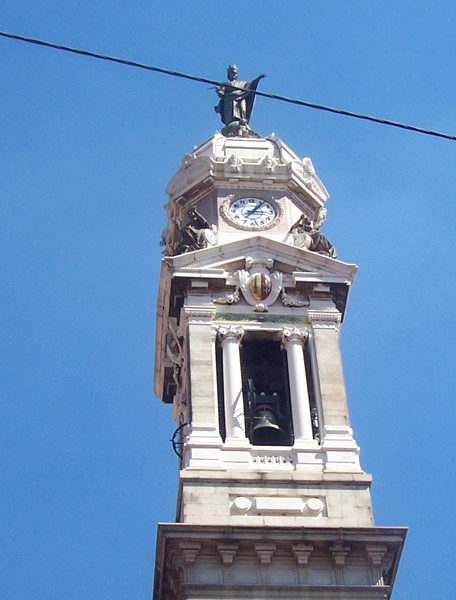
Il campanile della Basilica.

La torre campanaria fu innalzata solo nell'Ottocento con l'inizio lavori nel 1842 su progetto di Giovanni Bovara. I lavori per la sua costruzione ebbero molti periodi di fermo e il campanile fu terminato solo nel 1904 su nuovo disegno di Virginio Muzio.
Il campanile si sviluppa su sei livelli in finto bugnato con la cella campanaria che ospita 12 campane di cui otto fuse nel 1905 nella fonderia Pruneri di Grosio mentre le altre quattro nel 1951 nella fonderia Ottolina di Seregno. Svetta sul campanile la statua della Madonna del patrocinio a cui era dedicata una cappella posta all'interno edificata tra il 1707 e il 1715.

### Interno

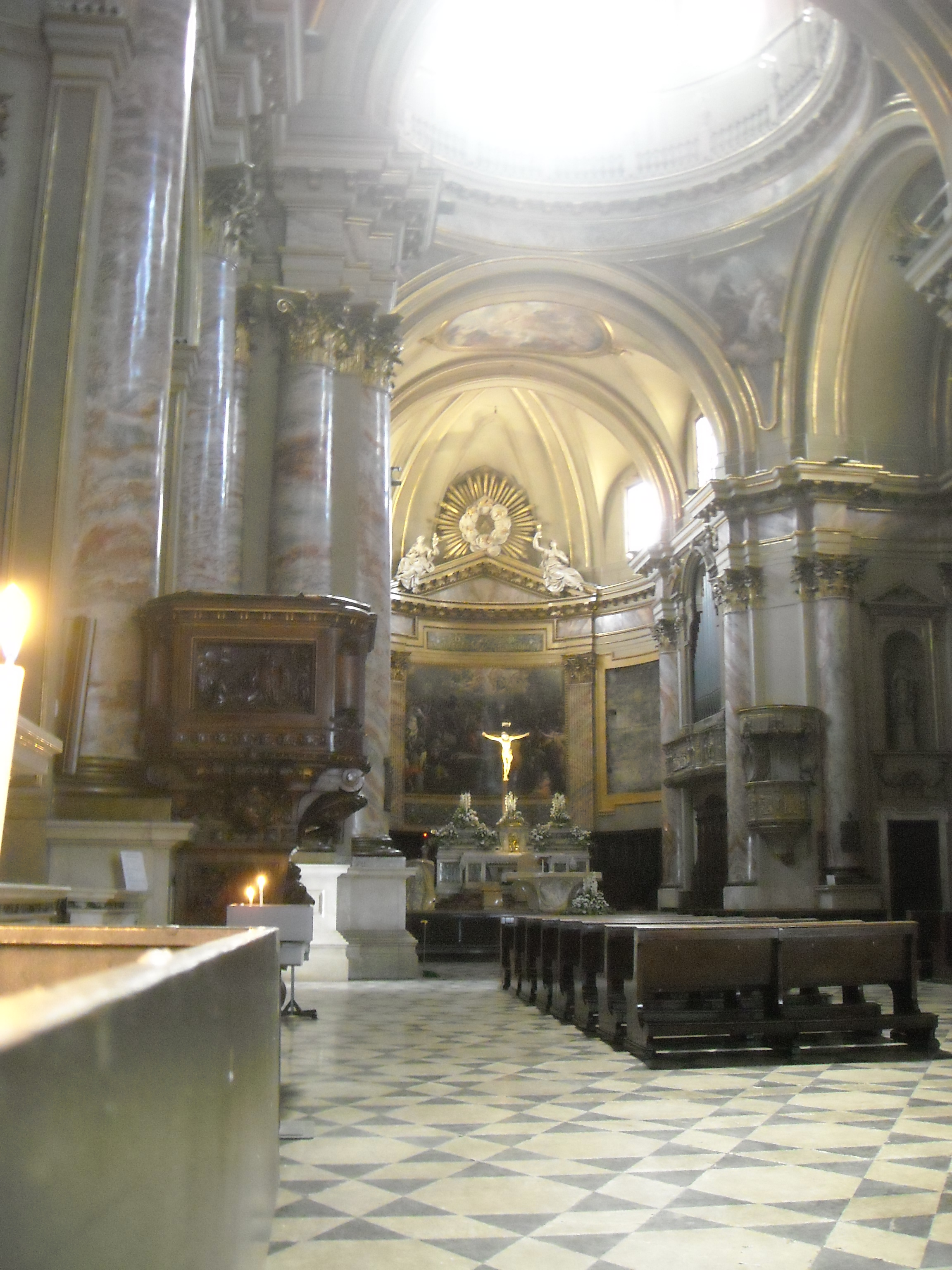
L'interno

L'interno della basilica di Sant'Alessandro alla Colonna, presenta con pianta a croce latina, con navata unica che si apre sulle cappelle laterali, quattro per lato e con un transetto scarsamente profondo che raggiunge l'ampiezza delle cappelle, sovrastato dalla grande cupola.
Sugli altari si conservano tele di importante interesse artistico, tra queste:
- Sacro Cuore di Trento Longaretti del 1959, terzo altare a sinistra;
- Martirio di sant'Alessandro di Enea Salmeggia olio su tela, posto sul presbiterio dietro l'altare maggiore del 1623;
- Ester e Abigail di Antonio Balestra del 1738 nella cappella del Patrocinio.

Tre grandi tele dipinte nel medesimo anno dai tre artisti più attivi nella Bergamo dei primi anni del XVII secolo:
- Miracolo dei fiori nati dal sangue di Sant'Alessandro, di Gian Paolo Cavagna del 1621;
- Posa della prima pietra del tempio, olio su tela del 1621 di Enea Salmeggia quarto altare a sinistra;
- Santa Grata presenta al padre i fiori sbocciati dal sangue del martire, lavoro di Francesco Zucco del 1621,
- Assunzione della Vergine come pala d'altare nel transetto a sinistra opera del Romanino eseguita nel 1540-1545 su commissione del consiglio del consorzio di sant'Alessandro.[11]
- Gloria dei santi Pietro, Paolo e Cristoforo di Gian Paolo Cavagna del 1607 e posta nel transetto destro, presenta l'importante raffigurazione della Bergamo seicentesca.
- San Giuseppe col Bambino e i santi Caterina d'Alessandria e Francesco di Sales di Ponziano Loverini, secondo altare a sinistra;

Il coro ligneo composto da 28 stalli divisi da figure zoomorfe e come teste di leoni o corpi di uccelli, disposti in semicerchio lungo l'abside fu realizzato da Prata Alessio così come altre opere lignee: la cantoria, la cassa dell'organo e i pulpiti che furono però rimossi e nel 1780 per sostituite dai lavori di Antonio Francesco Caniana.

#### Sacrestia
La chiesa è ricca di opere alcune conservate nella sacrestia: 
- il Compianto su Cristo morto (184x184), opera di Lorenzo Lotto, di grande drammaticità. Il Cristo giace centrale alla scena ormai esanime, sostenuto dal san Giovanni mentre la Madre svenuta si accascia sul figlio trattenuta dalle pie donne. Il dipinto è stata restaurato nel 2023 dalla Fondazione Creberg di Bergamo.
- Assunzione della Vergine(450x270) del Romanino. Il quadro raffigura la Madonna sollevata dalle nubi, con la luce del cielo che la illumina, mentre i discepoli sconvolti e increduli sono rappresentanti con colori vivaci.
- La Vergine che adora il Bambino (129x92) di Alessandro Bonvicino Moretto. In un contesto architettonicamente rinascimentale, con trifore e loggiati, adornati da marmi e strutture in cotto, compare un tetto di paglia, riportando la scena alla sua arcaica descrizione.
- Madonna dello scoiattolo (180x72) di Giovanni di Giacomo Gavazzi. Il dipinto è datato 1512, di chiara scuola belliniana risulta essere presente da sempre nella basilica anche se l'artista sembra non si sia mai allontanato dalla città lagunare. La Madonna seduta protegge il Bambino con una mano sulla sua spalla, risulta apparentemente isolata. I due angeli posti sulla parte superiore della tela sono stati aggiunti in un secondo tempo.[13]

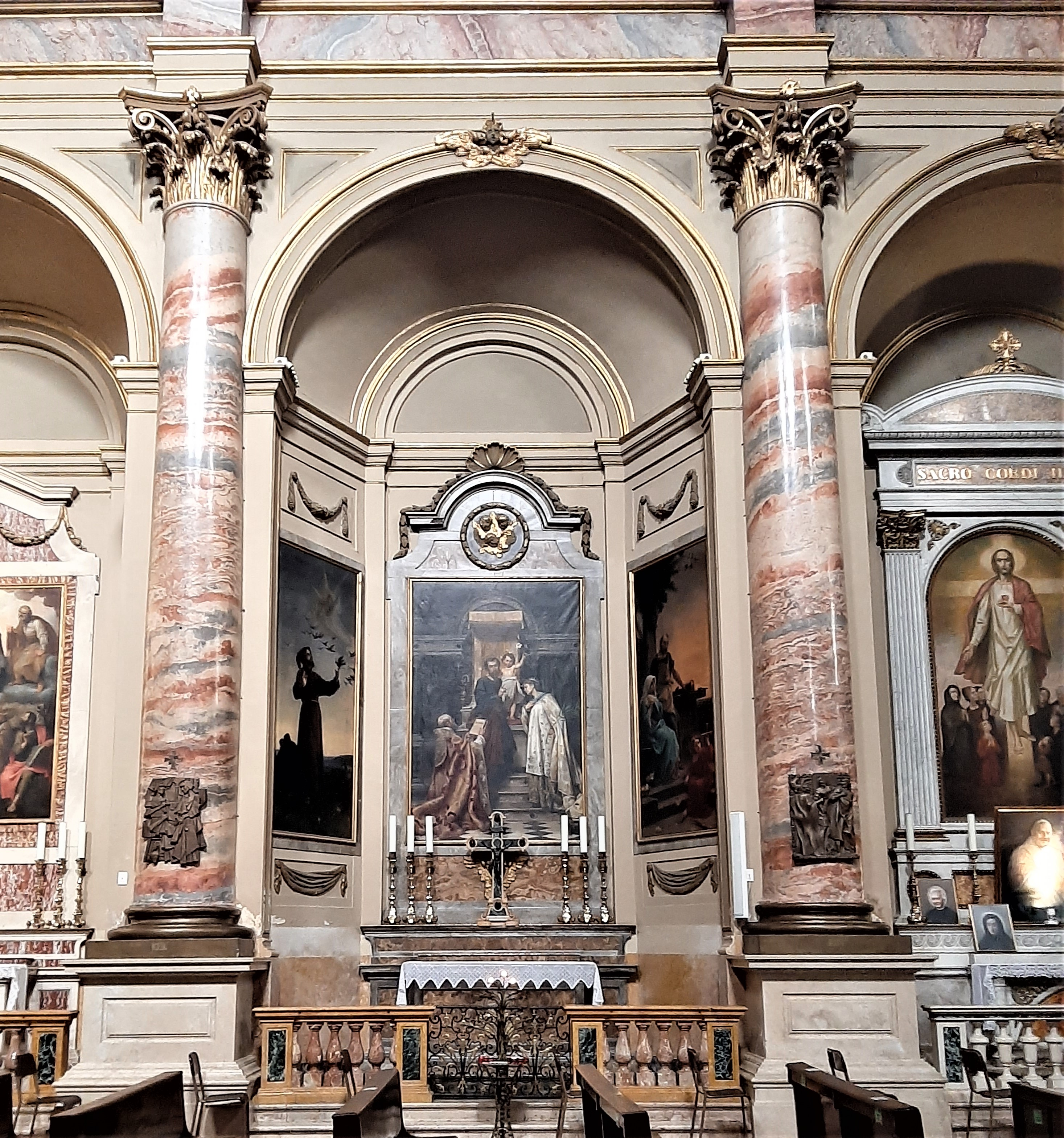
Altare di San Giuseppe con tre tele di Ponziano Loverini

#### Organi a canne
Vi è documentata la collocazione di un organo nel 1718 che alla data del 24 febbraio fu suonato per la prima volta: 
(Diario di Maganoni)
Si consideri che il rinnovamento della chiesa era stato ultimato nel 1715, quindi il termine fatto di nuovo non s'intendeva che ve ne era uno preesistente.
Nella basilica si trovano due strumenti costruiti dai Serassi:
- l'organo maggiore è l'opus 193-194, venne costruito nel 1781 ed è collocato nell'abside, ai lati dell'altare maggiore, su due cantorie gemelle; è caratterizzato dalla trasmissione meccanica sotterranea che collega il Terzo organo (prima tastiera, situato sulla cantoria di sinistra) alla consolle (collocata sulla cantoria di destra);[15]
- l'organo della cappella della Madonna del Patrocinio è l'opus 376, e venne costruito nel 1844.[16]
- Il campanile ha 169 scalini. Durante la festività del patrono viene aperto l'accesso al pubblico consentendo la vista della città. Ospita un concerto di 12 campane in la2, tra i più grandi della Lombardia; 10 di esse formano la scala maggiore di la2, mentre le due restanti servono per formare la scala maggiore di si2. Le 8 campane in la2 sono state fuse dalla fonderia Pruneri di Grosio nel 1905, mentre le altre 4 sono state fuse dalla fonderia Ottolina di Seregno nel 1951.